# 大手合
大手合，是日本棋院成立后不久即开始实行的决定围棋棋士段位晋升资格的比赛。起初名为定式手合，1927年改名为大手合，由朝日新闻赞助。1950年关西棋院从日本棋院独立出去后，亦自行沿袭同样的升段赛制度。2003年，日本棋院废止大手合；2004年，关西棋院亦废止之。

## 最高位战
1949年6月藤泽库之助通过升段赛晋升为九段，这是本因坊秀哉名人去世后第一位九段。翌年2月，日本棋院又赠予吴清源九段称号。这是史上首次出现两名九段并存的情况。之后九段越来越多。1955年创办最高位战，由当时的9名高段棋手以单循环赛的方式决出了第一期冠军坂田荣男。从第二届开始改为挑战赛制。最高位战由朝日新闻赞助，共举办6届。关西棋院棋手没有参加过这个比赛。1961年名人战创设后，最高位战随之停办，朝日新闻转而赞助新创办的专业十杰战，并停止了对大手合的赞助。